# Майкл Морґан (веслувальник)
Майкл Морґан (англ. Michael Morgan, 19 грудня 1946) — австралійський академічний веслувальник.
Срібний призер Олімпійських Ігор 1968 року в складі вісімки, учасник 1972 року.